# Tinchebray
Tinchebray település Franciaországban, Orne megyében. Lakosainak száma 2590 fő (2018. január 1.). Tinchebray Saint-Quentin-les-Chardonnets, Yvrandes és Saint-Cornier-des-Landes községekkel határos.

## Népesség
A település népessége az elmúlt években az alábbi módon változott:
| Lakosok száma | 2660 | 5062 | 2606 | 2590 |
|               | 2015 | 2016 | 2017 | 2018 |